# Picea neoveitchii
Il peccio di Veitch (Picea neoveitchii Mast., 1903) è una rarissima specie di peccio, appartenente alla famiglia delle Pinaceae, originaria di alcune località montane ubicate nella Cina centrale.

## Etimologia
Il nome generico Picea, utilizzato già dai latini, potrebbe, secondo un'interpretazione etimologica, derivare da Pix picis = pece, in riferimento all'abbondante produzione di resina. Il nome specifico neoveitchii fu assegnato da Masters in onore di John Gould Veitch, egregio orticoltore ed esploratore dell'Asia.

## Descrizione

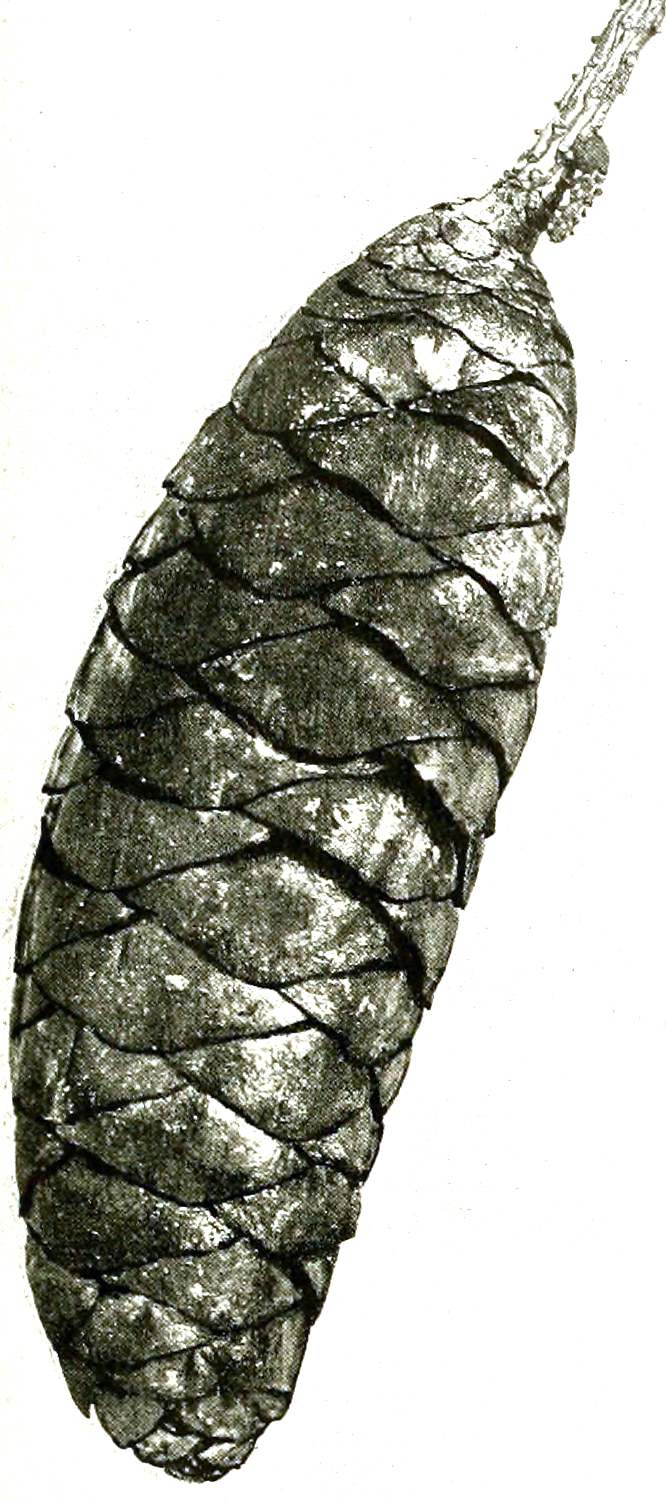
Cono (illustr.)

### Portamento
Albero alto fino a 15 m, con tronco che può raggiungere 50 cm di diametro. I virgulti sono robusti, glabri o raramente con pubescenze sparse, di colore inizialmente giallo pallido, poi grigio o grigio-giallo nel secondo o terzo anno di età; i pulvini sono piccoli, rivolti in avanti o quasi eretti. La vasta chioma è conica.

### Foglie
Le foglie sono aghiformi, lunghe 1,5-2 cm, lineari, di norma ricurve, di sezione trasversalmente rombica, con punte acute e pungenti, di colore verde scuro con bande stomatiche biancastre; hanno stomi su entrambe le pagine, disposti su 4-7 linee. Le gemme sono ovoidali-coniche o coniche, lunghe 5-6 mm, non resinose; le perule sono triangolari, ottuse, di colore marrone, lievemente pubescenti alla base.

### Fiori
Gli strobili maschili sono ascellari, lunghi 2 cm, giallastri.

### Frutti
I coni femminili sono inizialmente eretti, poi pendenti, terminali, oblunghi-ovoidali, sessili, lunghi 8-14 cm e larghi 4,6-6,5 cm, con punte ottuse, verdi da immaturi, poi marroni-giallastri. I macrosporofilli sono pochi, larghi, convessi, largamente obovati o spatolati vicino all'apice, lunghi 2,5-3,2 cm, con superficie abassiale finemente striata e apofisi ben definita; il margine superiore è intero, arrotondato o leggermente ottuso, curvo e spesso ondulato. Le brattee sono ligulate, rudimentali, purpuree, lunghe 4-5 mm e interamente incluse. I semi, ovoidali-oblunghi, sono marroni scuri, lunghi 5-7 mm, con parte alata obovata, lunga 15-18 mm, di colore marrone chiaro.

### Corteccia
La corteccia, di colore grigio, è divisa in placche.

## Distribuzione e habitat
La sub-popolazione ubicata nel nord-ovest dell'Hubei è quella principale con circa 150 individui maturi, mentre sono solo sei gli esemplari nel sud del Gansu. Altri 3 pecci di Veitch si ritrovano isolati nella Contea di Neixiang (Henan), mentre due esemplari maturi si conoscono nello Shaanxi meridionale. 
Vegeta in media montagna dai 1200 ai 2250 m di quota, su pendii rocciosi, in associazione con altre conifere come Pinus armandii, Picea asperata, Tsuga chinensis, Abies chensiensis e caducifoglie come  Rhus vernaciflua,  Betula luminifera, Betula insignis e Sorbus folgneri.

## Usi
Il suo legno veniva utilizzato localmente. La rarità della specie non ha permesso la sua introduzione in altri continenti e si conoscono solo una decina di esemplari coltivati in due giardini botanici cinesi.

## Conservazione
L'unica subpopolazione in grado di rigenerarsi è quella principale ubicata nell'Hubei (oltretutto non protetta), mentre le altre, di pochi individui e sparpagliate, non mostrano segni di riproduzione. L'areale primario è stimato in circa 9 km². Per salvare la specie è in corso un programma che prevede l'impianto ex situ di esemplari coltivati. Viene classificata come specie in pericolo critico nella Lista rossa IUCN.